# Лихтенберг (замок, Рейнланд-Пфальц)
Лихтенберг (нем. Burg Lichtenberg) — средневековый замок на отроге в коммуне Таллихтенберг в районе Кузель в земле Рейнланд-Пфальц, Германия. Комплекс очень вытянут с востока на запад. При протяжённости в 425 метров замок является одним из самых длинных в Германии и крупнейшим подобным сооружением в Пфальце.

## История

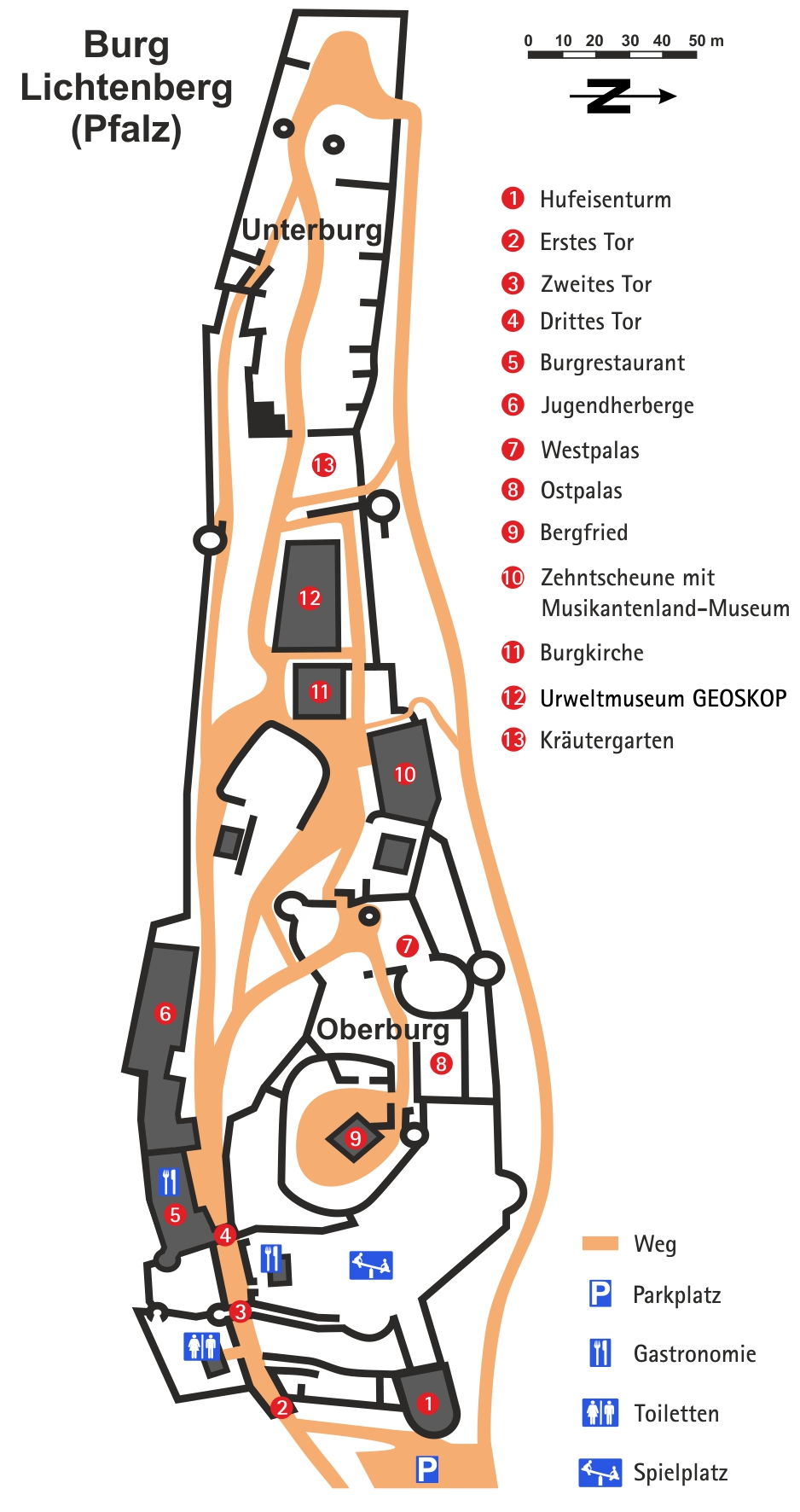
Схема замкового комплекса

### Ранний период
Замок впервые упоминается в 1214 году в связи с юридическим спором: правители графства Вельденц незаконно построили укрепление на территории, принадлежащей бенедиктинскому аббатству святого Ремигиуса (Реймс). Несмотря на то, что церковные власти требовали снести замок, он так и остался нетронутым. При этом графы десятилетиями держали там гарнизон. 

### С XV по XVIII век
После того как в 1444 году графский род фон Вельденц пресёкся, комплекс перешёл в собственность герцогов Пфальц-Цвайбрюккен и оставался частью их владений до вторжения французских войск в 1793 году. Причём ровно за сто лет до этого французские войска в ходе Войны Аугсбургской лиги в 1693 году уже захватывали замок Лихтенберг.
Помимо своего давнего очевидного значения как крупное фортификационное сооружение замок выполнял ещё несколько важных функций:
- Здесь находилась жилая резиденция (вторая по значимости) герцогов Пфальц-Цвайбрюккен. А в 1529 году здесь по приглашению владельцев останавливались видные деятели Реформации: Ульрих Цвингли, Иоганн Эколампадий, Мартин Буцер и Иоганнес Штурм. Эти люди направлялись в Марбург, где желали принять участие в религиозной дискуссии;
- Замок служил центром обширной фермерского хозяйства, которое принадлежало сначала графам, а затем герцогам. В комплексе находились сооружения для переработки и хранения урожая и мясо-молочной продукции;
- В замковом комплексе располагались органы административного управления (в том числе судебные), которые ведали вопросами управления окрестными землями. Только в 1755 году герцог Кристиан IV перевёл органы управления в город Кузель.

Лихтенберг до 1693 года ни разу не был завоёван и даже не побывал в осаде. Следовательно замок столетиями оставался неповреждённым. И даже после того, как в конце XVII века крепость попала в руки французов в ходе войны за Пфальцское наследство, он избежал разрушений. Тем не менее, к началу XVIII века Лихтенберг описывали как очень обветшавший замок. Владельцы действительно почти не тратились на ремонт замка и многие здания постепенно превращались в руины. 
Замок Лихтенберг серьёзно пострадал 26 октября 1799 года во время сильного пожара. С тех пор большая часть комплекса лежала в руинах. Не пострадали лишь замковая часовня и здание, где размещались органы землеустройства.  Дело в том, что эти сооружения находились на достаточно большом расстоянии от главного комплекса зданий. 

### XIX век
Несмотря на общий упадок Лихтенберга, замок всё же оставалось некоторое население. 
В 1816 года земли вокруг замка стали принадлежать властям герцогства Саксен-Кобург-Заальфельд. В 1819 году этот анклав был преобразован и стал называться по имени комплекса Лихтенберг. Так возникло новое княжество. Но само территориальное образование просуществовало только до 1834 года. Затем земли вошли в состав Пруссии. Но никакие реставрационные работы не проводились, поэтому уцелевшие фрагменты крепости продолжали разрушаться.
В 1895 года замок был признан памятником архитектуры Германии. 

### XX век
После 1922 наконец начались восстановительные работы, а форбург был реконструирован под молодёжное общежитие. Однако полной реставрации внушительного комплекса так и не произошло.
В 1969 году после региональной реформы замок стал частью района Кузель.
С 1979 по 1984 год был полностью перестроен бывший амбар для сбора десятины. В обновлённом здании разместился Региональный музыкальный музей. В ходе работ, проводившихся в 1983 и 1984 годах, оказалось восстановлено бывшее здание жилой резиденции. В последнее десятилетие XX века в нём разместился «Геоскоп» — филиал Пфальцского музея естественной истории в Бад-Дюркхайме. 

### XXI
Местные власти продолжили выборочные реставрационные работы и провели небольшую реконструкцию. Так, в 2016 году деревянная лестница, которая первоначально вела к высокому входу с внешней стороны главной башни, была заменена на металлическую.

## Описание замка
Первоначально замок состоял из двух основных сооружений, которые со временем обросли целым комплексом домов, складов, хозяйственных построек и т. д.
Раньше всего появился Верхний замок (Обербург). Это произошло во второй половине XII или в самом начале XIII века. Крепость построили в самой высокой точке отрога. Первоначально в Обербурге возвели здание резиденции, бергфрид и кольцевую стену, к которой с внутренней стороны примыкали жилые постройки солдат гарнизона, кузнеца и других работников. В узкий двор можно было попасть только через единственные ворота. В XIV–XV веках в Верхнем замке постепенно построили новую просторную резиденцию для владельцев. 
Нижний замок (Унтербург) возник в 130 метрах к западу от верхнего замка и занял верхнюю часть ещё одной горы. Эта крепость имела примерно прямоугольную форму. Здесь также возвели кольцевые стены и построили цитадель. К настоящему времени от прежних фортификационных сооружений сохранились только стены. Примечательными объектом можно назвать систему ворот с оригинальной замковой часовней на верхнем этаже. 
С трёх сторон замок окружали почти отвесные склоны. А в том месте, где враги могли начать штурм, была построена специальная высокая стена (шильдмауэр).
Около 1400 года и Оберрбург и Унтербург получили общую защитную стену, став таким образом единой крепостью. На территории между двумя прежними замками построили несколько хозяйственных зданий. В том числе амбар для сбора десятины. и замковую часовню. На рубеже XV–XVI веков оборонительные сооружения Лихтенберга оказались усилены дополнительным стенами и бастионами.

## Местоположение
Замок Лихтенберг находится на высоте 393,5 метра над уровнем моря на отроге одноименной горы в гряде Северопфальцский Бергланд, главная вершина которой достигает высоты 416,8 метра и находится в 500 метрах к северо-востоку от комплекса. На юга и на северо-западе лежат живописные скалистые холмы. Ближайший населённый пункт — деревня Таллихтенберг на северо-западе. 
Вокруг замка проложено несколько туристических троп. В частности до него можно добраться пешком от деревни Кёрборн.

## Современное использование
На верхнем этаже бывшего бергфрида, высокой квадратной башни высотой около 33 метров, в настоящее время расположена смотровая площадка. Отсюда открываются живописные виды: на город Кузель на юге и на Прусские горы на севере. Кроме того, в замке работает ресторан, молодёжный хостел и несколько музеев. Здесь регулярно проходят выставки и музыкальные фестивали.

## Галерея

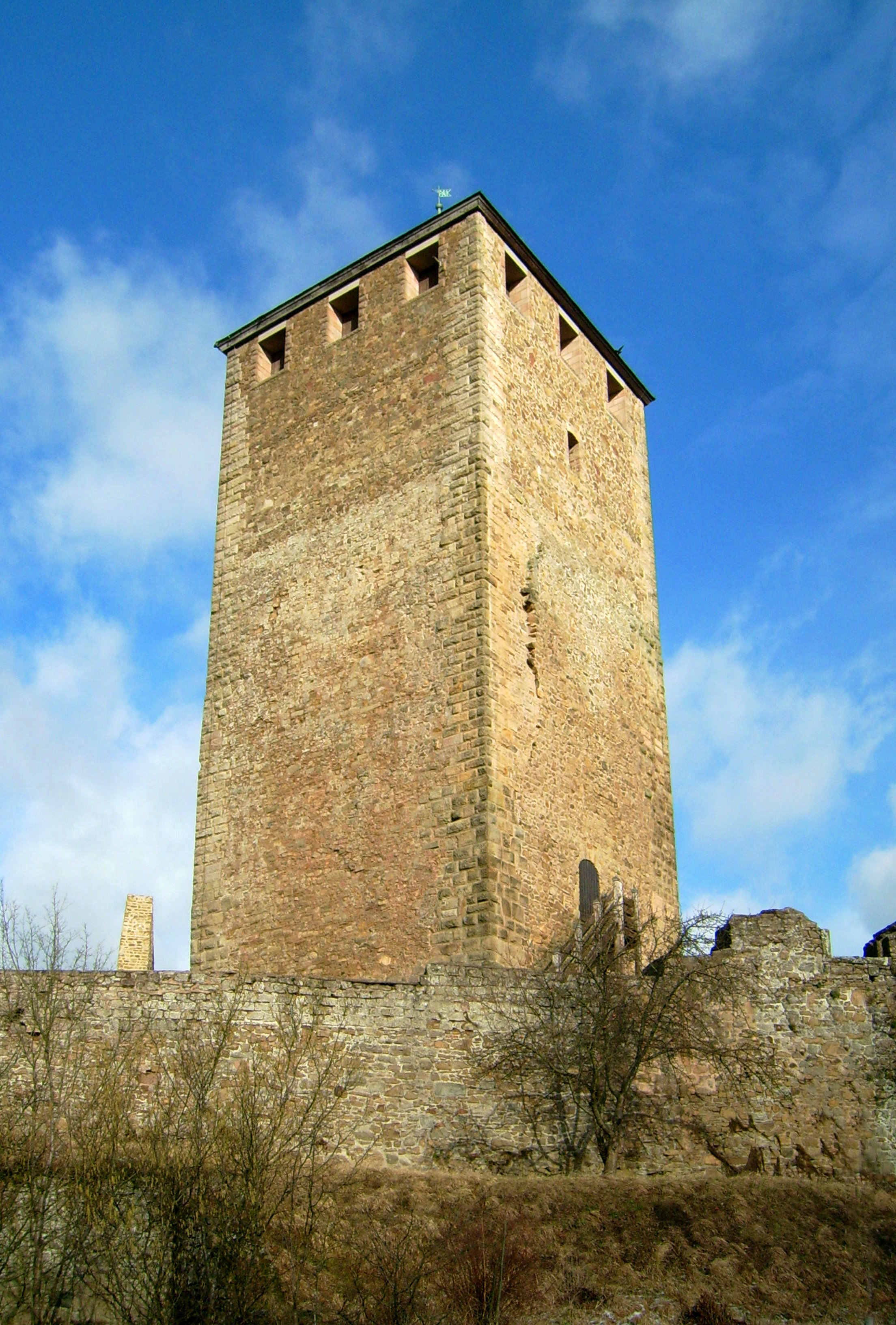
Бергфрид замка
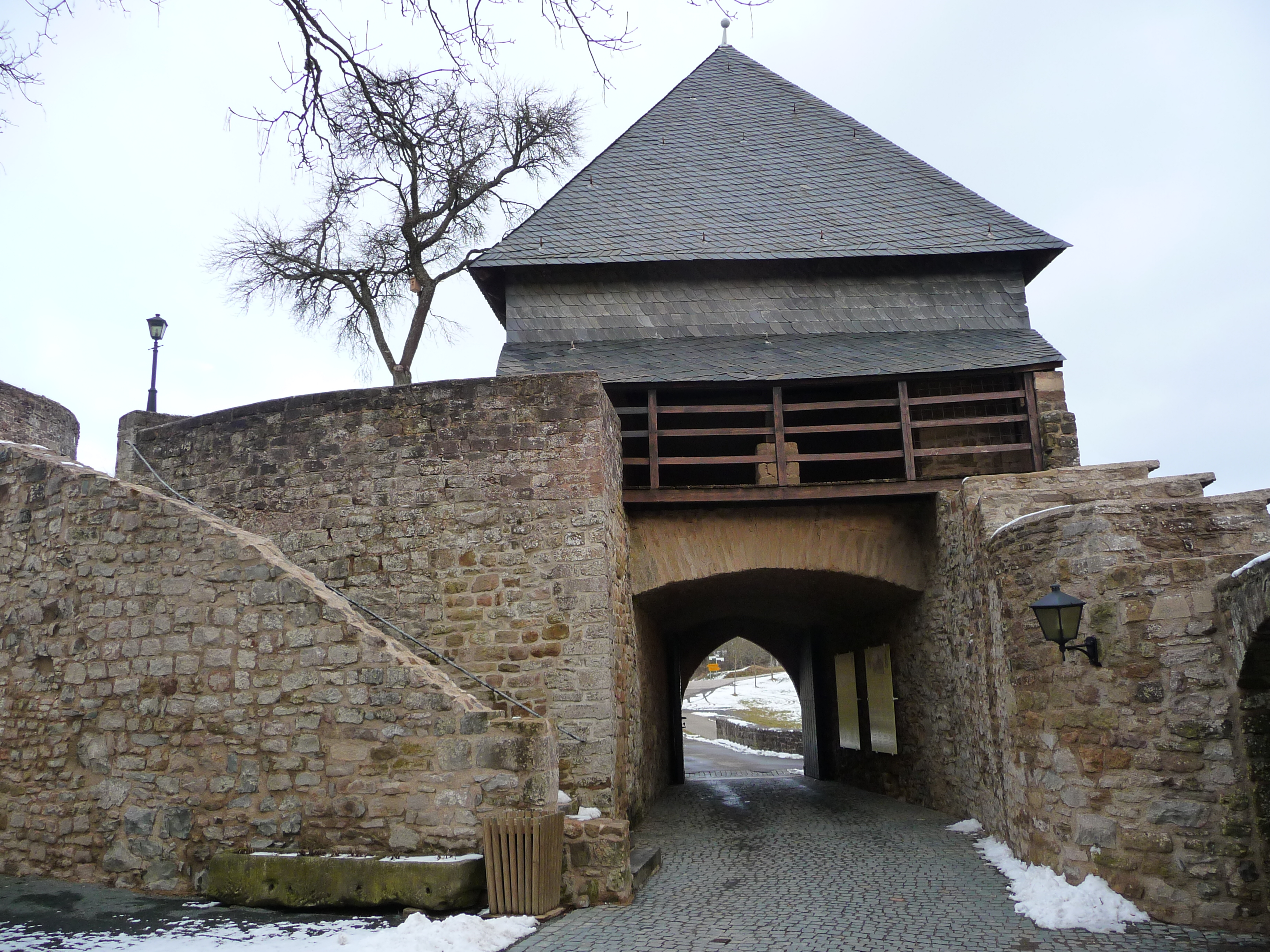
Первые ворота замка
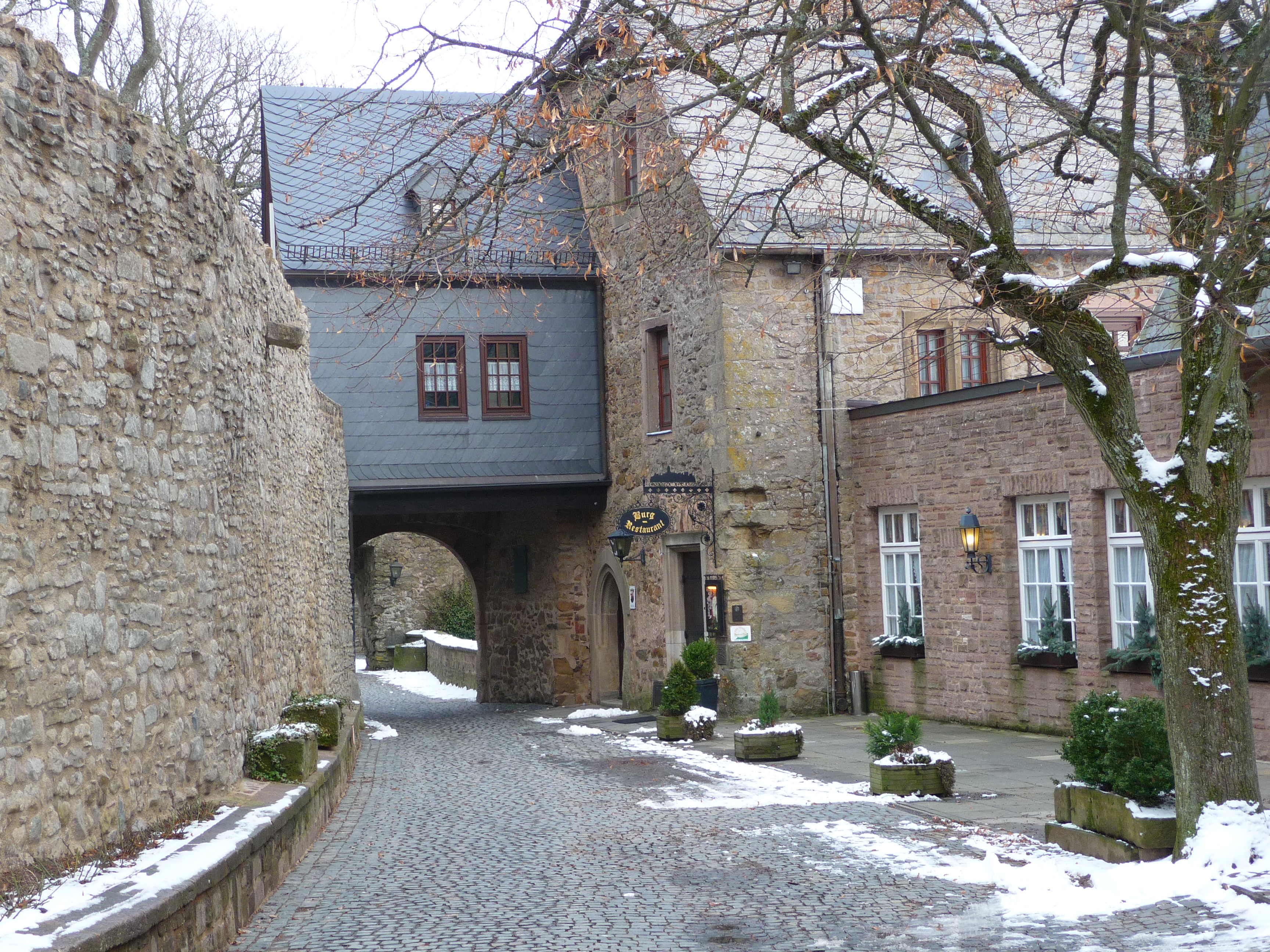
Третьи ворота замка
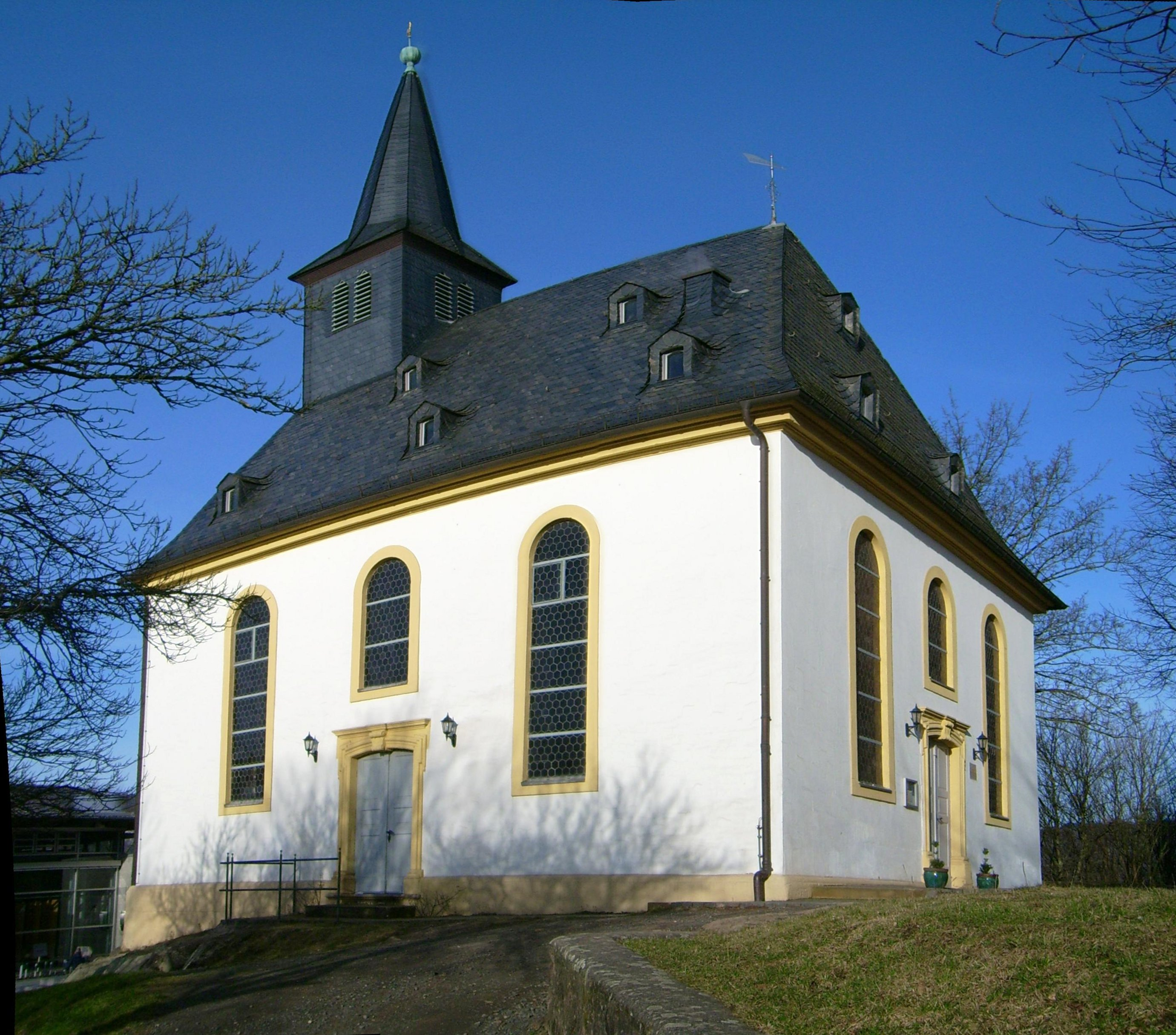
Замковая часовня
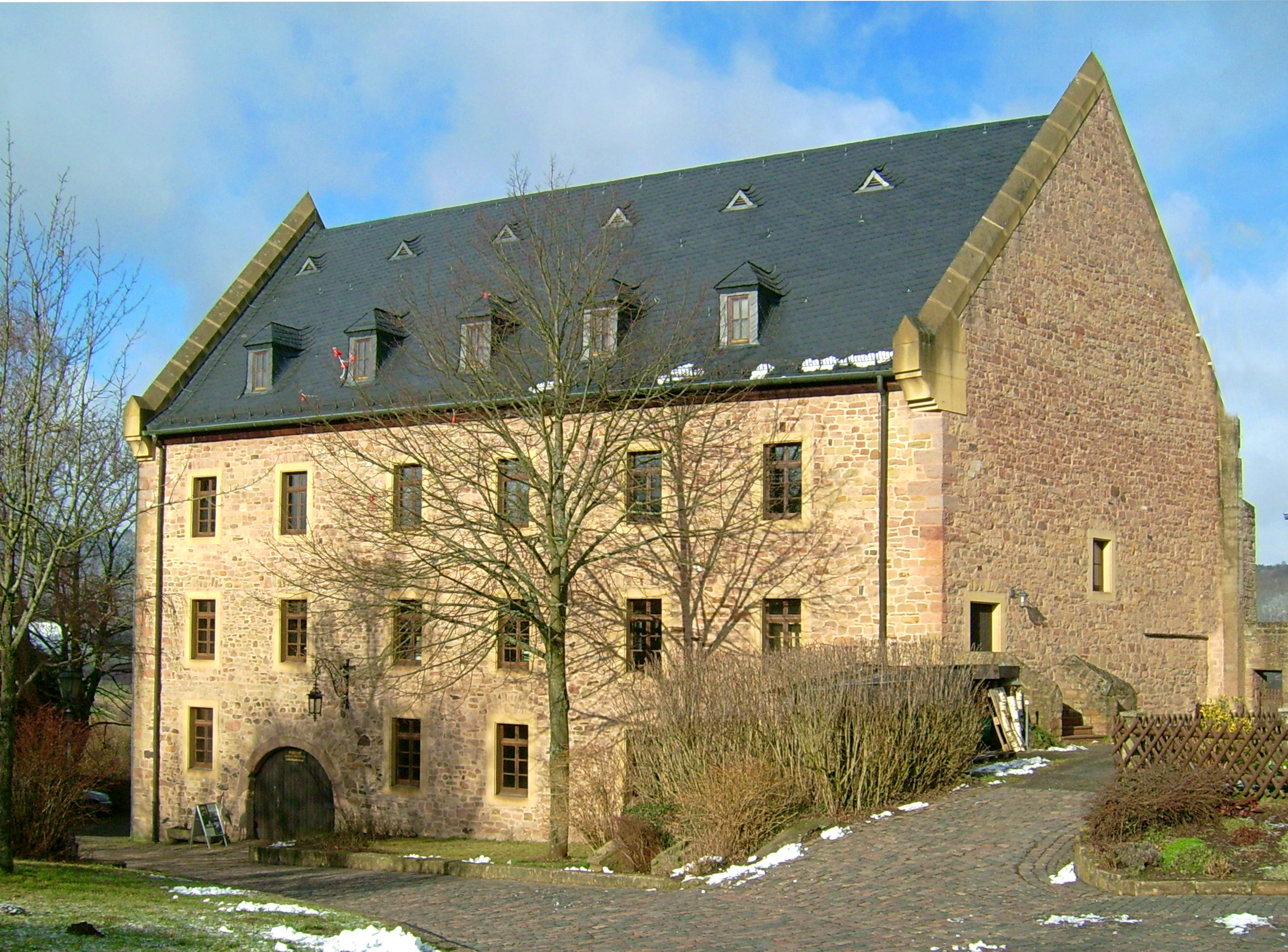
Бывшая резиденция, а ныне здание музея